# چه کسی به پاتاکانگو شلیک کرد؟
چه کسی به پاتاکانگو شلیک کرد؟ (به انگلیسی: Who Shot Patakango?) فیلمی محصول سال ۱۹۸۹ و به کارگردانی رابرت بروکس است. در این فیلم بازیگرانی همچون ساندرا بولاک، دیوید نایت، کوین اتو، آرون اینگرام، براد رندال و الیسون جنی ایفای نقش کرده‌اند.